# Paracrinoidea
Paracrinoidea — викопний клас голкошкірих (Echinodermata), який існував в ордовицькому періоді та у ранньому силурі (472—428 млн років тому).

## Опис
Паракриноїди були морськими, сидячими організмами, які сиділи на зчленованому стеблі, як морські лілії.
Капсулоподібне тіло (тека) паракриноїдів має розмір лише від одного до кількох сантиметрів. Він має грушоподібну або лінзоподібну форму і часто асиметричний. Поверхня теки вкрита правильно розташованими або неправильними пластинками, які мають канали та/або пори всередині. Рот лежить на поверхні теки, трохи зміщений від центру. Анус лежить латерально на теці.
Звідти відходять дві амбулакральні борозни, які в деяких формах розгалужуються і ділять теку на передню і задню сторону. Амбулакральні борозни тривають двома (з нероздвоєними амбулакральними борозенками), трьома (з одностороннім роздвоєнням) або чотирма плечами (з двостороннім роздвоєнням). Руки викопних екземплярів виступають із теки або спираються на неї, порожнисті всередині та мають відростки (pinnulae). Коли плечі теки лежать на поверхні, вони часто зігнуті S-подібно і мають виїмки, що проходять уздовж боків, у яких, ймовірно, транспортувалася їжа.

## Спосіб життя
Паракриноїди, ймовірно, харчувалися, фільтруючи планктонні організми з проточної води.

## Класифікація
- Ряд †Comarocystitida
  - ?Родина †Heckeritidae
    - †Heckerites

  - Родина †Amygdalocystitidae
    - †Achradocystites Volborth, 1870
    - †Amygdalocystites Billings, 1854 (= Ottawacystis) (?= Billingsocystis)
    - †Oklahomacystis Parsley & Mintz, 1975 (Bassler, 1943)
    - †Ovulocystites Frest et al., 1980

  - Родина †Comarocystitidae Balther, 1899
    - †Comarocystites Billings, 1854
    - †Implicaticystis
    - †Sinclairocystis
- Ряд †Platycystitida
  - Родина †Platycystitidae
    - Підродина †Canadocystinae Frest, Strimple, & Coney, 1979
      - †Canadocystis (=Sigmacystis)

    - Підродина †Platycystitinae Frest, Strimple, & Coney, 1979
      - †Globulocystites Frest, Strimple, & Coney, 1979
        - †Globulocystites rotundatus Frest, Strimple, & Coney, 1979 (type)
        - †Globulocystites cristatus (Bassler) (Referred to Globulocystites by Frest, Strimple, & Coney, 1979)
        - †Globulocystites infundus Frest, Strimple, & McGinnis, 1977, p. 215 (Referred to Globulocystites from Platycystites by Frest, Strimple, & Coney, 1979)

      - †Platycystites Miller, 1889
        - †Platycystites faberi Miller, 1889 (type)
        - †Platycystites ovalis Frest, Strimple, & Coney, 1979
        - †Platycystites sp. Frest, Strimple, & Coney, 1979 (NMNH 112086, Blackriverian, Bromide Formation, Carter County, Oklahoma)

  - †Родина Malocystitidae
    - †Malocystites
    - †Wellerocystis

  - †Родина Bistomiacystitidae
    - †Bistomiacystis
- Ряд incertae sedis
  - †Родина Springerocystidae Bassler, 1950 (suggested as paracrinoids related to Canadacystis by Sprinkle, 1973, but Parsley & Mintz, 1975 regarded them as eocrinoids, as originally described)[1]
    - †Columbocystis
    - †Foerstecystis
    - †Springerocystis